# Stefano Sorrentino
Stefano Sorrentino (Cava de' Tirreni, 28 de març de 1979) és un futbolista italià, que ocupa la posició de porter.

## Trajectòria
La seua carrera s'inicia a la SS Lazio, d'on passa a la Juventus FC. El 1998 marxa a l'altre club torinès, la Torino FC, que el cedeix a equips més modestos.
El 2005, la crisi per la qual travessa el conjunt fa que els seus jugadors queden lliures. El porter recala a l'AEK Atenes. Serà cedit la temporada 07/08 al Recreativo de Huelva de la primera divisió espanyola, sent titular. El juliol del 2008 retorna a Itàlia, al Chievo Verona, primer cedit i després transferit.

## Internacional
Ha estat internacional en tres ocasions amb la selecció italiana.